# Konrad Händel
Konrad Händel (* 28. Oktober 1909 in Rixdorf, heute Berlin-Neukölln; † 11. November 2003 in Waldshut-Tiengen) war ein deutscher Jurist und Autor. Er war Leiter der Staatsanwaltschaft Waldshut-Tiengen und Verfasser eines Kommentars zur Strafprozessordnung, sowie weiterer viel gelesener juristischer Fachbücher.

## Ausbildung und Beruf
Nach Schulbesuch in Delmenhorst studierte Händel ab 1928 Rechtswissenschaften an den Universitäten Berlin, Breslau und Ludwig-Maximilians-Universität München. Schon damals war er am Fach Rechtsmedizin interessiert und hörte Vorlesungen dazu. Nach seinem Studienabschluss 1935 arbeitete er als Staatsanwalt und Richter in Berlin und Bayern; zeitweise war er im Strafvollzug eingesetzt.
Nach Kriegsdienst im Zweiten Weltkrieg und amerikanischer Kriegsgefangenschaft arbeitete er zeitweise in fremden Berufen, bevor er 1950 in den badischen Justizdienst eintrat. Er arbeitete als Staatsanwalt in Mannheim, Karlsruhe, Pforzheim und Waldshut-Tiengen, wo er bis zu seiner Pensionierung 1974 zum Chef der Staatsanwaltschaft und Leitenden Oberstaatsanwalt aufstieg.

## Fachliche Interessen
Besonderes Interesse Händels galt dem Straßenverkehrsrecht insbesondere an der Schnittstelle zur Rechtsmedizin. Mit Vertretern dieses Faches, unter anderen Joachim Rauschke arbeitete er eng zusammen. Ergebnis dieser Arbeit waren Bücher und zahlreiche Artikel in Fachzeitschriften (unter anderen Blutalkohol).

## Mitgliedschaften und Stiftung
- 1965 Korrespondierendes Mitglied
- 1980 Ehrenmitglied der Deutschen Gesellschaft für Rechtsmedizin

1997 stiftete Händel den Konrad-Händel-Preis, der mit dem Preis der Deutschen Gesellschaft für Rechtsmedizin vereinigt wurde und von ihr jährlich als Konrad-Händel-Stiftungspreis für rechtsmedizinische Beiträge von Bedeutung für die Rechtspflege oder die Verkehrssicherheit verliehen wird.

## Schriften
- Handbuch für Verkehrsstrafsachen, Stoytscheff, Berlin 1957 (mit Rudolf Lochner und Joachim Rauschke).
- Strafrechtlicher Jugendschutz. Ein Wegweiser für Sozialpädagogen, Lehrer und Schöffen, für Polizeibeamte und verwandte Berufe, Luchterhand, Berlin 1957.
- Jugend im Straßenverkehr : Ein Wegweiser für die Verkehrserziehung Minderjähriger, 2. durchgesehene und ergänzte Auflage, Luchterhand: Berlin 1965 (zuerst 1960).
- Straßenverkehrsrecht von A–Z, 9., neubearbeitete Auflage, dtv, München 1999 ISBN (zuerst 1971 als Straßenverkehrsrecht).
- Rechtsregeln für den Straßenverkehr, 2. neubearbeitete Auflage, dtv, München 1976, ISBN 978-3-423-05203-0, (zuerst 1973)

Händel führte den von Georg Schulz begründeten Kommentar zur Strafprozessordnung für Polizeibeamte im Ermittlungsdienst in Nachfolge von Paul Berke-Müller fort (bekannt als „Schulz-Händel“).